# Soulaire-et-Bourg
Soulaire-et-Bourg ist eine französische Gemeinde mit 1.477 Einwohnern (Stand: 1. Januar 2022) im Département Maine-et-Loire in der Region Pays de la Loire. Sie gehört zum Arrondissement Angers und zum Kanton Angers-5. Die Einwohner werden Soleirébourgiens genannt.

## Geographie
Soulaire-et-Bourg liegt in der Landschaft Anjou. Der Fluss Sarthe begrenzt die Gemeinde im äußersten Südosten. Nachbargemeinden von Soulaire-et-Bourg sind Écuillé im Norden, Cheffes im Nordosten, Briollay im Osten, Écouflant im Süden und Südosten, Cantenay-Épinard im Süden sowie Feneu im Westen.

## Bevölkerungsentwicklung
| Jahr                       | 1962 | 1968 | 1975 | 1982 | 1990 | 1999 | 2006 | 2018 |
| Einwohner                  | 744  | 746  | 792  | 1046 | 1063 | 1189 | 1346 | 1494 |
| Quellen: Cassini und INSEE |      |      |      |      |      |      |      |      |

## Sehenswürdigkeiten
- Kirche Saint-Martin in Soulaire, seit 1972 Monument historique
- Kirche Saint-Martin-de-Vertou in Bourg, seit 1972 Monument historique
- Schloss Le Bois, seit 1972 Monument historique
- Schloss La Rousselière, seit 1974 Monument historique

Siehe auch: Liste der Monuments historiques in Soulaire-et-Bourg

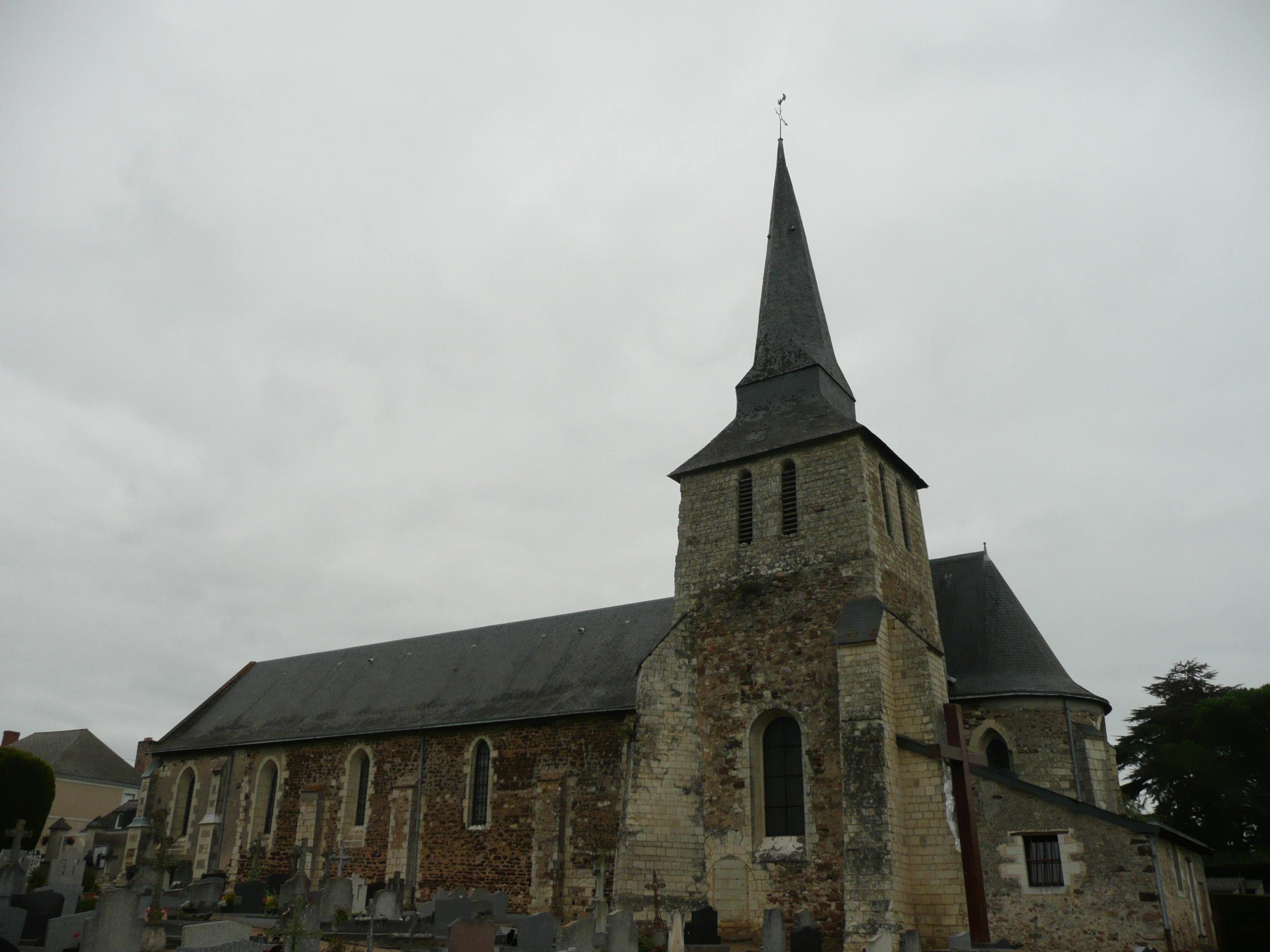
Kirche Saint-Martin von Soulaire
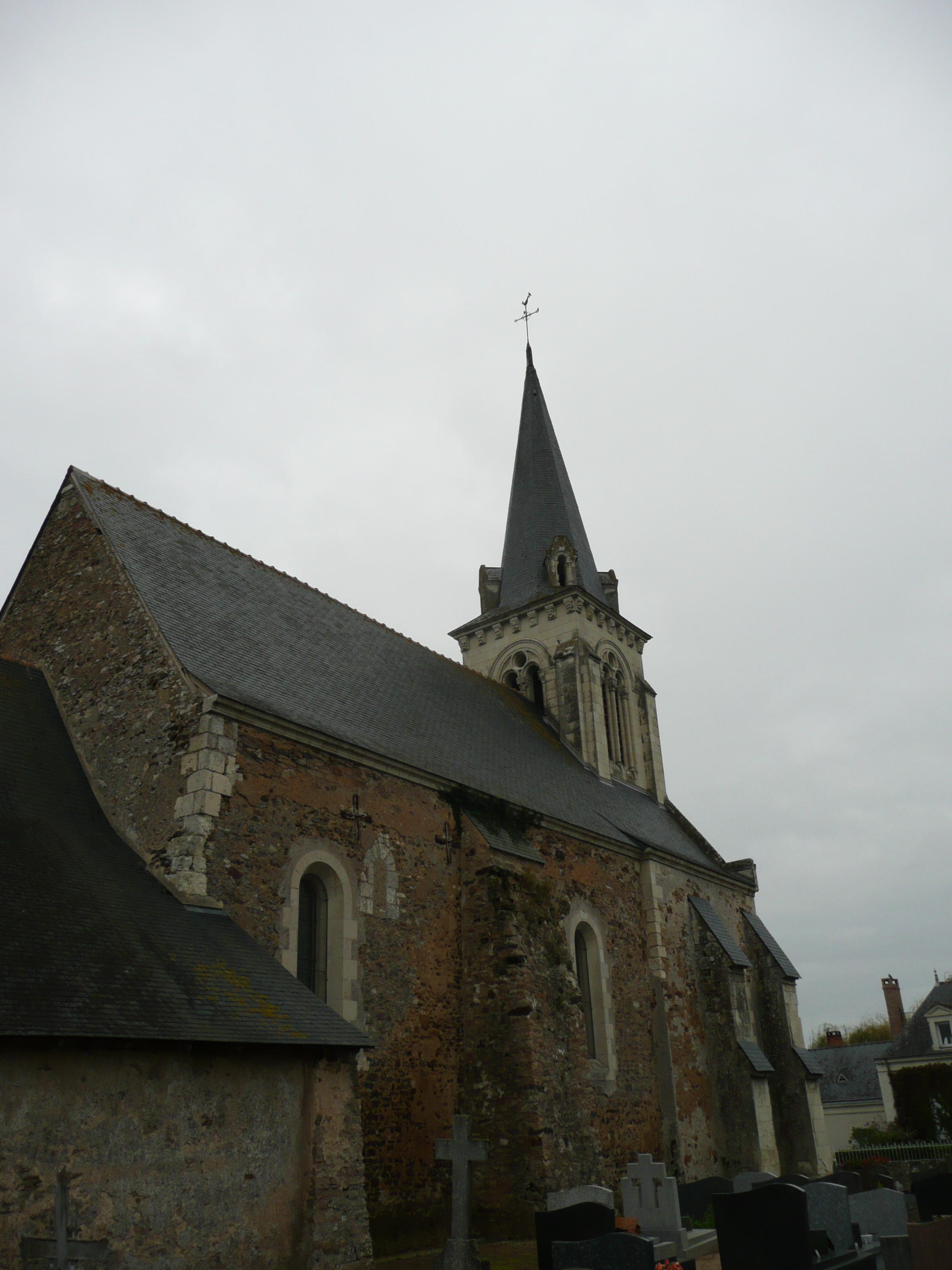
Kirche Saint-Martin-de-Vertou in Bourg
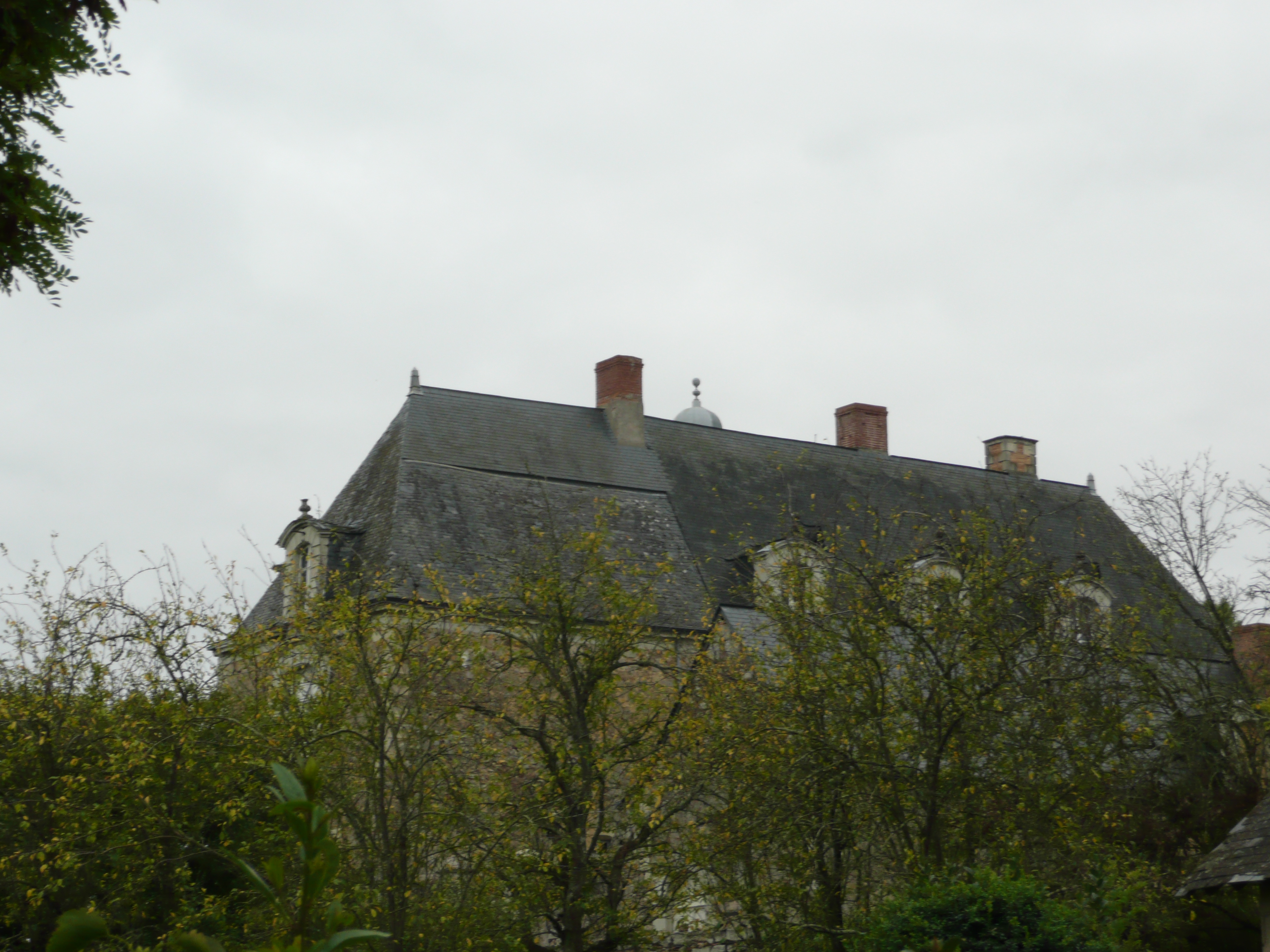
Schloss Le Bois
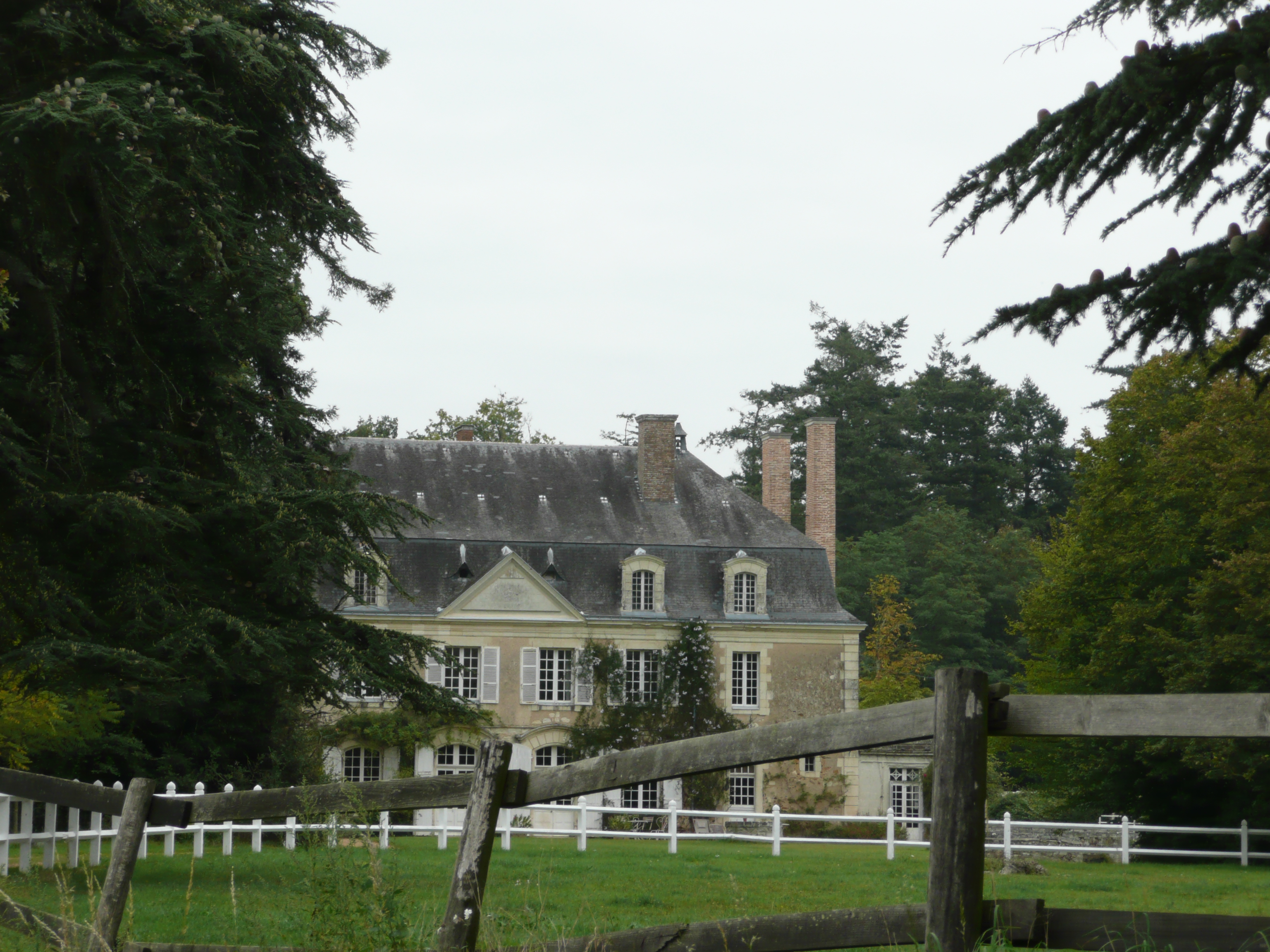
Schloss La Rousselière